# Лижні перегони на зимових Олімпійських іграх 2014 — естафета 4×5 км (жінки)
Змагання з лижних гонок в естафеті серед жінок на зимових Олімпійських іграх 2014 пройшли 15 лютого. Місцем проведення змагань став лижно-біатлонний комплекс «Лаура». Змагання розпочалися о 14:00 за місцевим часом (UTC+4). Перші два етапи учасниці пройшли класичним стилем, третій та четвертий етапи лижниці бігли вільним стилем. В естафеті взяли участь спортсменки 14 країн.
Естафета завершилася сенсаційним провалом золотої норвезької збірної, яка посіла лише 5 місце. Олімпійськими чемпіонками стали лижниці Швеції, уперше з 1960, завдяки феноменальному останнього етапу Шарлотти Калла, якій вдалося відіграти 26 секунд та вирвати перемогу на фінішный прямій. Срібні медалі дісталися збірній Фінляндії, бронза у спортсменок Німеччині.

## Медалісти
| Золото                                                               | Срібло                                                                                 | Бронза                                                                        |
| Швеція · Іда Інгемарсдоттер · Емма Вікен · Анна Гог · Шарлотта Калла | Фінляндія · Анне Кюлленен · Айно-Кайса Саарінен · Кертту Нісканен · Кріста Ляхтеенмякі | Німеччина · Ніколь Фессель · Штефані Белер · Клаудія Нюстад · Денізе Геррманн |

## Результати
| Місце | Номер | Команда                                                                                  | Час                                     | Відставання |
| ----- | ----- | ---------------------------------------------------------------------------------------- | --------------------------------------- | ----------- |
| 1     | 2     | Швеція · Іда Інгемарсдоттер · Емма Вікен · Анна Гог · Шарлотта Калла                     | 53:02,7 14:09,8 14:02,3 12:40,2 12:10,4 | —           |
| 2     | 5     | Фінляндія · Анне Кюлленен · Айно-Кайса Саарінен · Кертту Нісканен · Кріста Ляхтеенмякі   | 53:03,2 14:21,2 13:51,3 12:14,4 12:36,6 | +0,5        |
| 3     | 7     | Німеччина · Ніколь Фессель · Штефані Белер · Клаудія Нюстад · Денізе Геррманн            | 53:03,6 14:13,4 13:59,9 12:19,1 12:31,2 | +0,9        |
| 4     | 6     | Франція · Орор Жан · Селья Амона · Анук Февр-Пікон · Коралін Юг                          | 53:47,7 14:12,1 14:13,8 12:34,5 12:47,3 | +45,0       |
| 5     | 1     | Норвегія · Гайді Венг · Терезе Йогауг · Астрід Якобсен · Маріт Бйорген                   | 53:56,3 14:12,0 14:13,5 12:34,5 12:56,3 | +53,6       |
| 6     | 3     | Росія · Юлія Іванова · Ольга Кузюкова · Наталія Жукова · Юлія Чекалева                   | 54:06,3 14:05,5 14:37,2 12:34,9 12:48,7 | +1:03,6     |
| 7     | 9     | Польща · Корнелія Кубінська · Юстина Ковальчик · Сільвія Яськовец · Пауліна Мачушек      | 54:38,9 14:37,4 13:47,7 12:34,2 13:39,6 | +1:36,2     |
| 8     | 8     | Італія · Вірджинія де Мартін Топранін · Еліза Брокар · Марина Піллер · Іларія Дебертоліс | 55:19,9 14:26,9 14:49,4 12:43,9 13:20,7 | +2:17,2     |
| 9     | 4     | США · Кіккан Рендалл · Сейді Бьорнсен · Елізабет Стівен · Джессіка Діггінс               | 55:33,4 14:45,2 14:31,8 12:48,2 13:32,2 | +2:30,7     |
| 10    | 12    | Чехія · Ева Нивльтова · Кароліна Грохова · Петра Новакова · Клара Моравцова              | 56:29,8 14:06,1 15:25,3 13:06,4 13:52,0 | +3:27,1     |
| 11    | 13    | Словенія · Аленка Чебашек · Катя Вішнар · Барбара Езершек · Весна Фаб'ян                 | 56:37,0 14:18,2 15:39,1 12:56,1 13:43,6 | +3:34,3     |
| 12    | 10    | Україна · Тетяна Антипенко · Валентина Шевченко · Марина Анцибор · Катерина Григоренко   | 56:56,1 15:10,6 14:55,4 13:01,7 13:48,4 | +3:53,4     |
| 13    | 11    | Австрія · Катержіна Смутна · Наталі Шварц · Тереза Штадлобер · Вероніка Майерхофер       | 57:04,7 14:20,3 15:36,8 13:08,7 13:58,9 | +4:02,0     |
| 14    | 14    | Канада · Пер'яні Джонс · Дар'я Гаязова · Емілі Нісікава · Бріттані Вебстер               | 59:13,6 15:50,9 15:09,5 13:27,3 14:52,9 | +6:10,9     |